# 亨利王子的房間

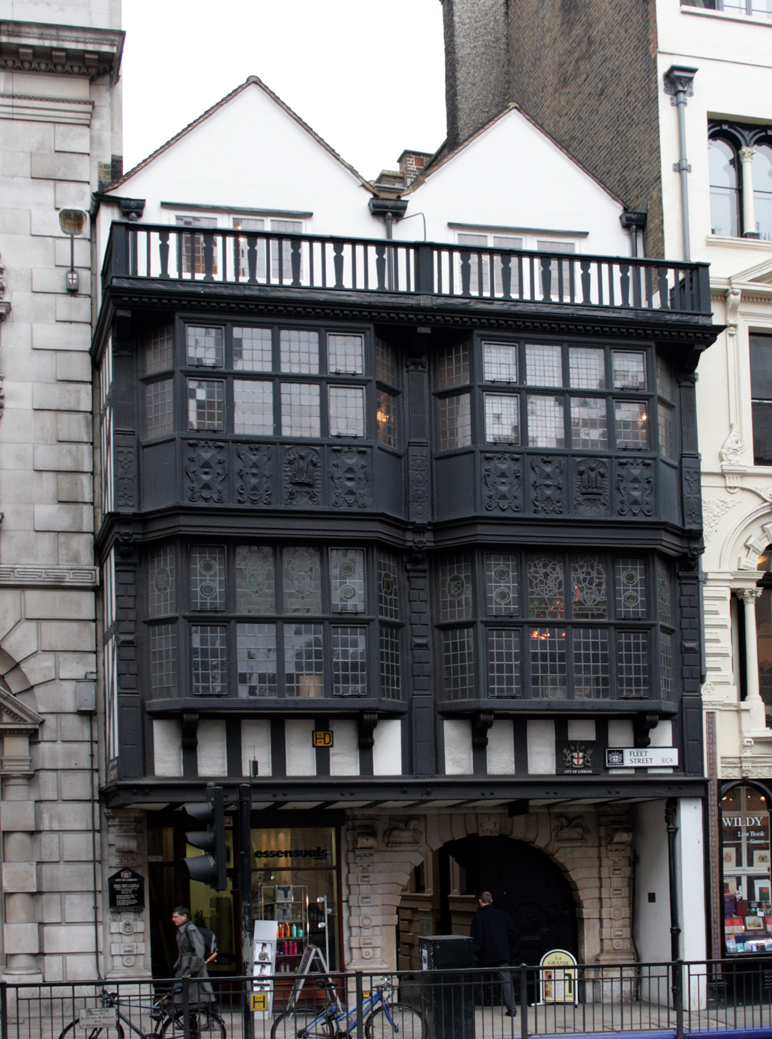
舰队街17号

亨利王子的房間（英語：Prince Henry's Room）是一个博物馆，位于英国伦敦舰队街17号。这座房屋是1666年伦敦大火中幸存下来的伦敦市少数建筑之一。
一楼的一个大房间向公众开放，其主要特点是罕见的詹姆士一世时期的装饰精美的石膏天花板，中心有威尔斯亲王羽毛和其缩写“PH”。
该地点曾经属于圣殿骑士团，但在圣若望骑士团解散后，该建筑于1610年重建，成为一家小酒馆，称为“王子的怀抱”（Prince's Arms）。得名于詹姆士一世之子，威尔士亲王亨利王子。在17世纪，该房屋被称为“喷泉”。在19世纪初，在屋子的前部举办著名展览“Salmon夫人蜡像馆”，同时在后部继续开设小酒馆。1900年，这座房子成为伦敦郡议会的财产。
自1975年以来，该博物馆举办塞缪尔·皮普斯展览— 皮普斯于1633年出生在舰队街。